# Alice Wins the Derby
Alice Wins the Derby é um curta-metragem de animação estadunidense de 1925, lançado como parte da série Alice Comedies.